# قدرتمند (فیلم ۱۹۴۵)
قدرتمند (انگلیسی: High Powered) فیلمی در ژانر درام است که در سال ۱۹۴۵ منتشر شد. از بازیگران آن می‌توان به رابرت لووری اشاره کرد.